# Schloss Stepperg (München)

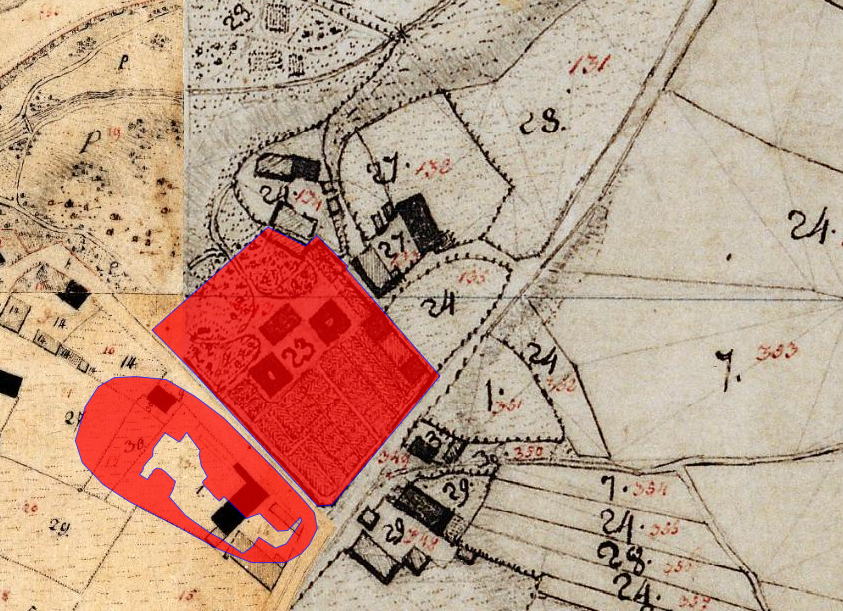
Lageplan von Schloss Stepperg (München) auf dem Urkataster von Bayern

Schloss Stepperg (auch Steppberg oder Schobinger-Schlössl, Montgelas-Schlössl) war ein Edelsitz im heutigen, 1892 eingemeindeten Münchner Stadtteil Bogenhausen. Die Anlage wird als Bodendenkmal unter der Aktennummer  	D-1-7835-0587 im Bayernatlas als „abgegangener Edelsitz der frühen Neuzeit mit Herrenhaus und barocker Gartenanlage ("Edelsitz Steppberg in Bogenhausen")“ geführt. 

## Lage
Das Schlösschen lag am östlichen Hochufer der Isar zwischen der heutigen Ismaninger Straße und der heutigen Montgelasstraße bei dem im sogenannten Fleischerschlösschen untergebrachten Gebäude des Bundesfinanzhofs. Es trug die Hausnummer Bogenhausen 41, später Montgelasstraße 23. Die ausgedehnten, landwirtschaftlich und als Park genutzten zum Schloss gehörigen Flächen erstreckten sich in die Isarauen zwischen Bogenhausen und Oberföhring. Sie umfassten ein Jägerhaus (Priel Nr. 1), ein Schweizerhaus (Priel Nr. 2, später Flemingstraße 16), und sind nach 1905 größtenteils im Herzogpark sowie in den Anlagen längs des Brunnbachs aufgegangen.

## Name und Geschichte
Im Jahr 1640 erhielt der Innere Rat und Bürgermeister von München Georg Schobinger aus der 1623 in den erblichen Adelsstand erhobenen, ursprünglich aus der Schweiz stammenden Familie Schobinger die Bewilligung, seinen Sitz Stepperg im Gericht Pfaffenhofen unter Zubilligung der Niedergerichtsbarkeit „soweit die Dachtraufe reicht“ auf sein Haus und seinen Garten in Bogenhausen zu übertragen. Im Jahr 1683 kam Stepperg an den kurfürstlichen Rat und Geheimsekretär Ventura Terzago. Der Kriegsrat und Major Freiherr von Wadenspann übergab den Edelsitz im Jahr 1782 an seinen Schwiegersohn Joseph von Schmöger, der ihn für 3000 Gulden an den Münchner Bürger Franz Anton Thaller verkaufte. Über Jakob Nockher und Andreas Dall’Armi kam das Anwesen Anfang 1802 an den Handelsmann Franz Xaver Rupprecht, der es 1803 an den Staatsminister Maximilian von Montgelas veräußerte. Bogenhausen wurde 1804 mittels einer Holzbrücke über die Isar mit München verbunden. Montgelas baute das Gut zum sogenannten Montgelasschlössl um und fügte den Park an. Das Schlösschen war der Ort des Abschlusses des Bogenhausener Vertrags zwischen Bayern und Frankreich im Jahr 1805. Auf Ansuchen von Montgelas erhielt der Sitz Stepperg im Jahr 1814 die Ortsgerichtsbarkeit für Bogenhausen, Denning, Zamdorf, Priel und Steinhausen. Nach dem Tod von Montgelas verkaufte sein Sohn 1838 das Schlossgut an den als Zither-Maxl bekannten Herzog Max Joseph in Bayern. Unterhalb des Edelsitzes gehörte Montgelas eine Fläche von 117 Tagwerk, die für die Anlage eines Naturgartens nach Plänen des Hofgartenintendanten Friedrich Ludwig Sckell in den Jahren 1808 bis 1813 genutzt wurden. Am Brunnbach wurde ein Pumpwerk für das höher gelegene Schlösschen errichtet; Herzog Max nutzte die Fläche als Nutz- und Blumengarten und als Erholungspark.  Die Gründe in der Isarau verkauften die Erben des Landschaftshauptkassiers Franz Michael von Ertl und des königlichen Kochs 1837 und 1839 ebenfalls an Max Joseph in Bayern. Nach dessen Tod verkaufte sein Sohn, der Augenarzt Carl Theodor in Bayern, seine Besitzungen im Jahr 1900 an die von Jakob Heilmann gegründete „Terrain-Actiengesellschaft Herzogpark München-Gern“, an der u. a. auch Martin Dülfer beteiligt war, die das Gelände in den Isarauen (einschließlich des auf dem Gebiet der damaligen Gemeinde Oberföhring gelegenen Teils) für den Bau exklusiver Villen (heutiger Herzogpark) parzellierte. Das Gelände des Schlösschens erwarb der Panoramenmaler und Farbenfabrikant Philipp Fleischer, der 1909 mit der Errichtung einer überdimensionierten Künstlervilla begann; der Bau musste allerdings wegen Geldmangels 1911 eingestellt werden. Nach dem Ersten Weltkrieg erwarb das Deutsche Reich die Bauruine und ließ sie zum Reichsfinanzhof ausbauen.